# Meziomorphum ystervarkie
Meziomorphum ystervarkie là một loài bọ cánh cứng trong họ Ptinidae. Loài này được Irish miêu tả khoa học năm 1996.